# Anfelderung
Anfelderung bezeichnet in der Geodäsie den Prozess der Zusammenführung und Anpassung von geodätischen Vermessungsnetzen aus benachbarten Regionen oder Ländern zu einem größeren, einheitlichen geodätischen Netzwerk. Dieser Begriff wurde von Karl Ledersteger um 1940 geprägt. Ziel der Anfelderung ist es, unterschiedliche, regional getrennte Messnetze zu einem kohärenten, global nutzbaren geodätischen System zu vereinigen.
Voraussetzung für die Durchführung einer Anfelderung ist eine geometrische Überschneidung der benachbarten Netze, wobei an den Grenzen der Regionen „identische Punkte“ vorliegen müssen, die in beiden Netzen erfasst sind, beispielsweise an Landesgrenzen.
Die Anfelderung ist ein wichtiger Schritt bei der Schaffung und Pflege von geodätischen Referenzsystemen, die für viele Anwendungen in der Vermessung, Kartografie, Navigation und Geoinformationssystemen (GIS) erforderlich sind. Sie gewährleistet, dass geodätische Messungen über Länder- und Regionsgrenzen hinweg kompatibel sind und ermöglicht die präzise Bestimmung von geographischen Positionen auf globaler Ebene.

## Herausforderungen und Lösungsansätze
Die Anfelderung beruht generell auf zwei wesentlichen Verfahren. Durch exakte Ausgleichsrechnungen nach der Methode der kleinsten Quadrate lassen sich kleine, unvermeidliche Widersprüche weitgehend tilgen. Durch die Projektionen lassen sich verschiedene Netze auf eine astro-geodätisch eindeutig festgelegte Referenzfläche übertragen.
Bei der der Zusammenführung geodätischer Netze treten insbesondere folgende geodätische und mathematische Herausforderungen auf:

### Uneinheitliches geodätisches Datum
Unterschiedliche geodätische Netze verwenden oft kein einheitliches geodätisches Datum, was bedeutet, dass sie auf verschiedenen Zentralpunkten und Rechenflächen basieren, statt auf einem mittleren Erdellipsoid. Diese Diskrepanzen können die Genauigkeit der Koordinatenbestimmung beeinträchtigen. Eine Lösung besteht in der Koordinatentransformation mittels eines „Ellipsoidübergangs“, bei dem die einzelnen Messnetze mittels Triangulierung in leicht veränderter Form auf eine gemeinsame mathematische Fläche projiziert werden. In der Regel wird dabei das Referenzellipsoid des größten oder zentral gelegenen Gebiets im Gesamtnetz verwendet. Die Genauigkeit der Projektion kann unter Verwendung von Laplacepunkten als Referenzpunkte erhöht werden.

### Unterschiedliche Orientierung und Maßstab
Die Netze können Widersprüche in der Orientierung (z. B. Ausrichtung nach astronomisch Nord) oder im Maßstab aufweisen. Diese Unterschiede können zu Abweichungen führen, die sich vor allem bei älteren Messungen mitunter auf bis zu 0,001° bzw. einige Zentimeter pro Kilometer belaufen können. Differenzen in der Orientierung und dem Maßstab werden üblicherweise mittels Helmert-Transformation korrigiert. Hierbei erfolgen differenzielle Drehungen und Dehnungen bzw. Stauchungen der Teilnetze, sodass dass das gesamte Netz konsistent wird. In der Praxis werden diese Anpassungen als Unbekannte in eine überbestimmte Ausgleichsrechnung eingeführt.

### Unterschiedliche Grenzkoordinaten
Eigentlich identische geodätische Punkte an Netzübergängen wie z. B. Landesgrenzen können in den verschiedenen Netzen leicht unterschiedliche Koordinaten aufweisen. Die Koordinaten an den Übergangsgrenzen werden hier als gemeinsame Unbekannte angesetzt, deren Zusammenfallen eine Bedingungs-Gleichung der Netzberechnung ist.